# Дуброво (Кемеровская область)
Дуброво — посёлок при станции в Прокопьевском муниципальном округе Кемеровской области. С административной точки зрения входит в состав Каменно-Ключевской сельской территории Прокопьевского района.

## Административная принадлежность
С 27 декабря 2007 года входит в Краснобродский городской округ. Ранее относился к Беловскому городскому округу.
С 21 сентября 2022 года входит в Каменно-Ключевской территориальный отдел Прокопьевского муниципального округа.

## Население
| 2010 |
| ---- |
| 196  |

## Внутреннее деление
Состоит из 11 улиц:
- Берёзовая улица
- Вулканская улица
- Улица Гагарина
- Зелёная улица
- Улица Казарма 275 км
- Переулок Ленина
- Линейная улица
- Огородная улица
- Октябрьская улица
- Пионерская улица
- Советская улица